# Тюдор-сити
Тю́дор-Си́ти (англ. Tudor City) — небольшой квартал в районе Ист-Сайд в боро Манхэттен, Нью-Йорк. Тюдор-Сити ограничивается 40-й и 43-й улицами и Первой и Второй авеню. На юге Тюдор-Сити граничит с районом Кипс-Бей, на западе — с Тертл-Бей, на севере — с кварталом Саттон-Плейс. Тюдор-Сити находится под юрисдикцией 6-го общественного совета Манхэттена.

## История
Изначально территория, на которой ныне находится квартал, именовалась «Гоут-хилл» (англ. Goat Hill, «козий холм») по находившимся на ней козьим пастбищам. Позже это место было переименовано в «Проспект-хилл» (англ. Prospect Hill). С 1850-е по 1920-е годы квартал представлял из себя ирландские трущобы с крайне высоким уровнем преступности. Одной из наиболее известных была «Банда оборванцев» (англ. Rag Gang), во главе которой стоял ирландец Джимми Коркоран.
В 1920-х годах квартал привлёк внимание застройщика Фреда Френча. В 1927 году его компания начала возведение крупнейшего по тем временам жилого комплекса в Нью-Йорке, рассчитанного на 4500 жителей. Френч заявил:

[квартал] предназначен не для миллионеров, но для тех людей, у кого есть вкус и кто не обделён чувством изящного <…>, для тех, кто предпочитает тратить деньги с умом.
Оригинальный текст (англ.)<…> planned not for millionaires but for people of taste and refinement <…> who wish to spend carefully.

К 1932 году в квартале было построено 9 крупных многоквартирных домов и отель. Этажность зданий составляла от 11 до 32 этажей. По большей части они возводились в ориентации не на Ист-Ривер, а на парки между 41-й и 42-й и между 42-й и 43-й улицами. Это было связано с тем, что в те времена на месте между кварталом и проливом, где ныне расположена Штаб-квартира ООН, было множество скотобоен. Новое название квартала, «Тюдор-сити», было выбрано в соответствии с доминирующим архитектурным стилем поздняя английская готика. Однако в качестве доминирующего в квартале стиля иногда обозначается неоготика.
С тех пор квартал несколько раз менял владельцев, пока в 1980-х годах большинство зданий не приобрело статус жилищных кооперативов. В 1988 году Тюдор-сити получил статус исторического квартала.

## География и достопримечательности
Квартал частично расположен на гранитном выступе. Из-за этого улицы между 2-й и 1-й авеню идут под заметным углом. Исключением является 42-я улица: в XIX веке для неё в выступе была сделана выемка, расширенная в середине XX века в ходе постройки Штаб-квартиры ООН.
По выступу проложена «лестница Щаранского» (англ. Sharansky Steps), названная так в честь советского диссидента, позже видного израильского политика. Она ведёт к 1-й авеню и Парку Ральфа Банча.
Ныне в Тюдор-сити насчитывается два общественных и два частных парка и ковенантская церковь, открытая в 1871 году.
На здании 35 по улице Тюдор-сити-плейс расположена примечательная вывеска TUDOR CITY.

## Отражение в массовой культуре
В Тюдор-сити проводились съёмки таких фильмов, как «Крёстный отец 3», «Миротворец» (1997), «Человек-паук» и «Человек-паук 2», «Человек-паук 3», «Всплеск», «Служители закона», «Таксист», «Ультиматум Борна» и многих других.

## Население
По данным на 2009 год, численность населения квартала составляла 3854 жителя. Средняя плотность населения составляла около 29 646 чел./км², превышая среднюю плотность населения по Нью-Йорку почти в 3 раза. В расовом соотношении около 75 % составляли белые. Средний доход на домашнее хозяйство на 44 % превышал средний показатель по городу: $72 025.

## Общественный транспорт
По состоянию на сентябрь 2012 года в районе действовали автобусные маршруты M15 и M42.

## Галерея

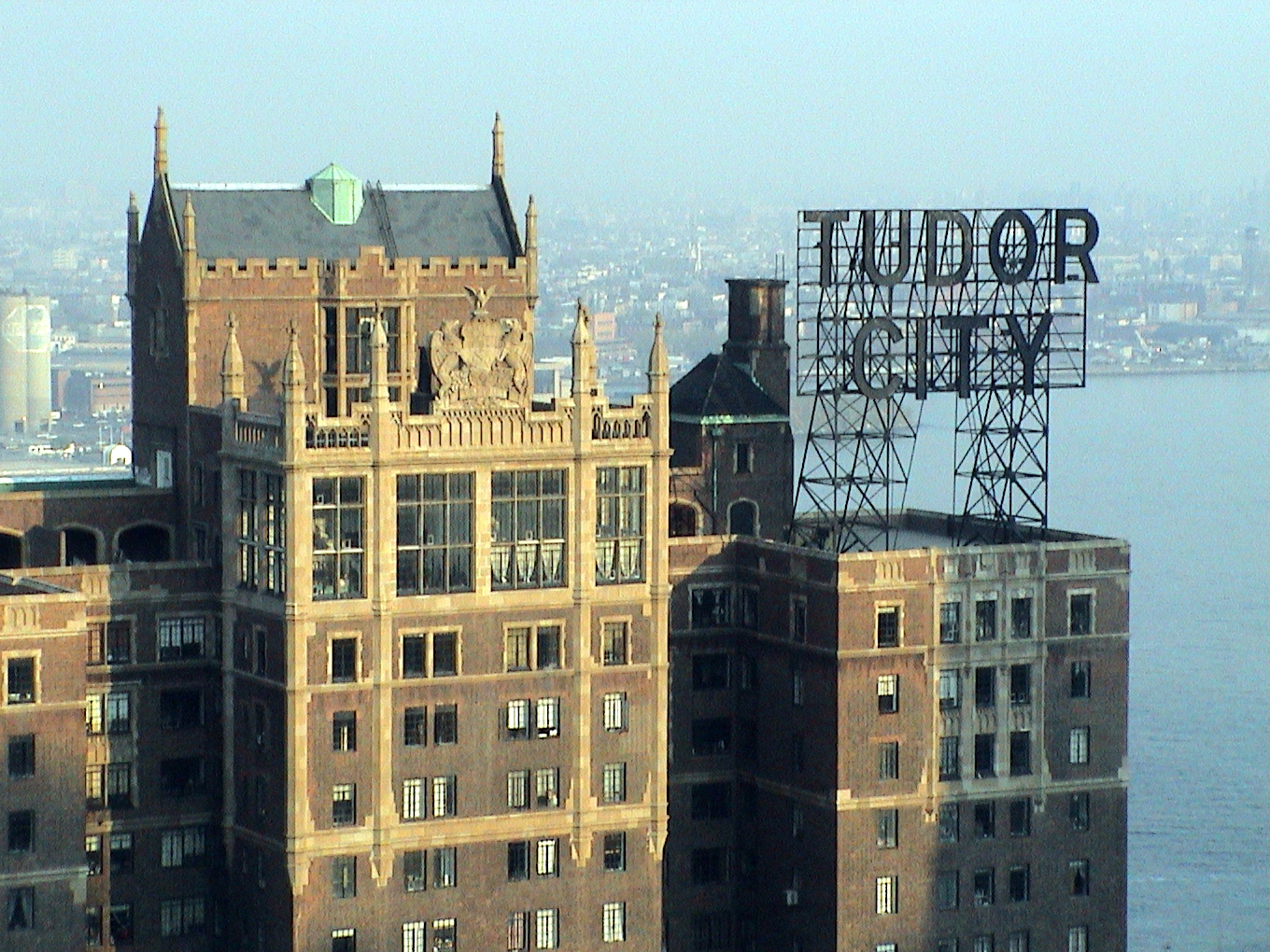
Вывеска «TUDOR CITY» на одном из зданий квартала
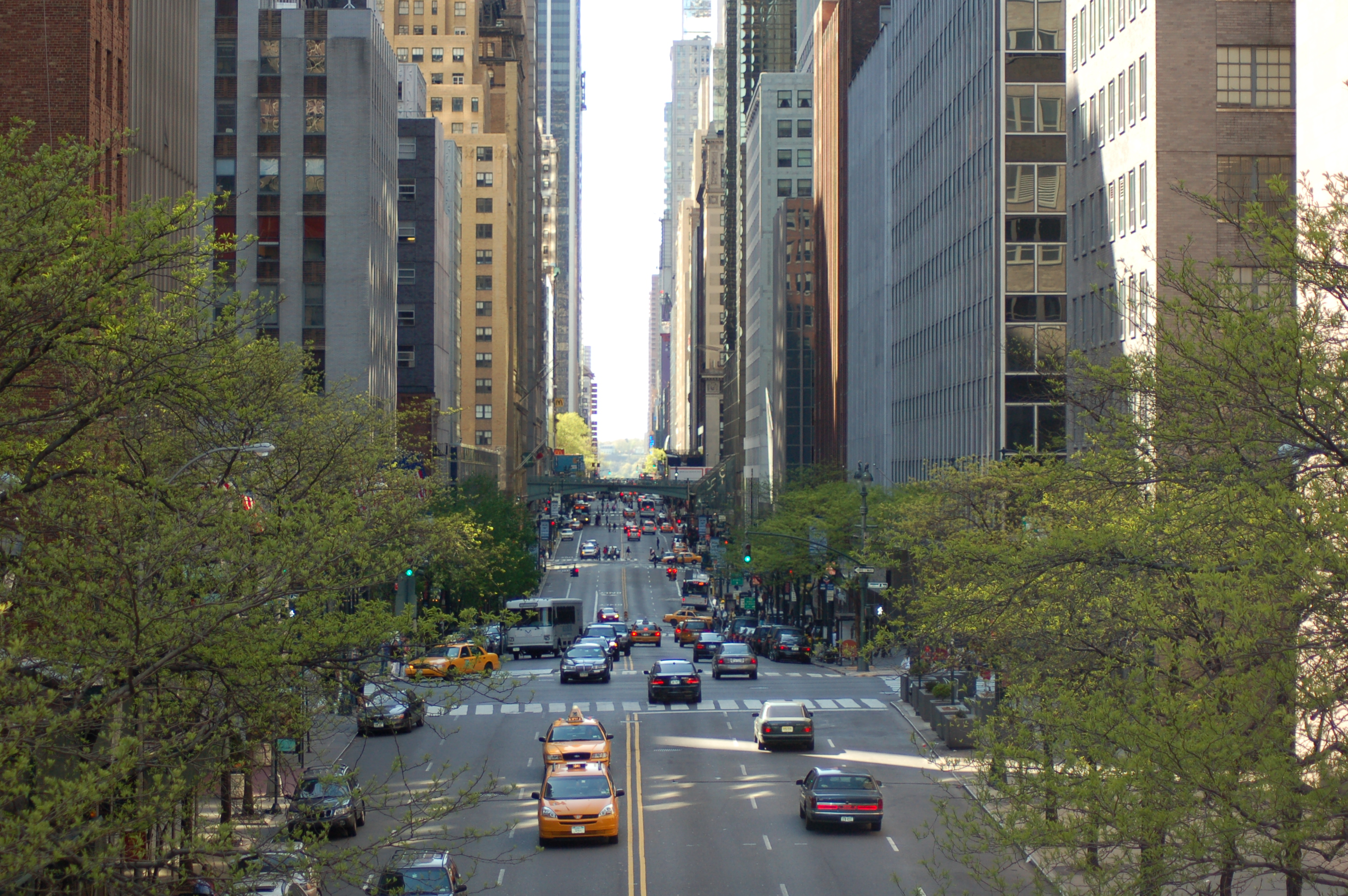
42-я улица, проходящая через квартал
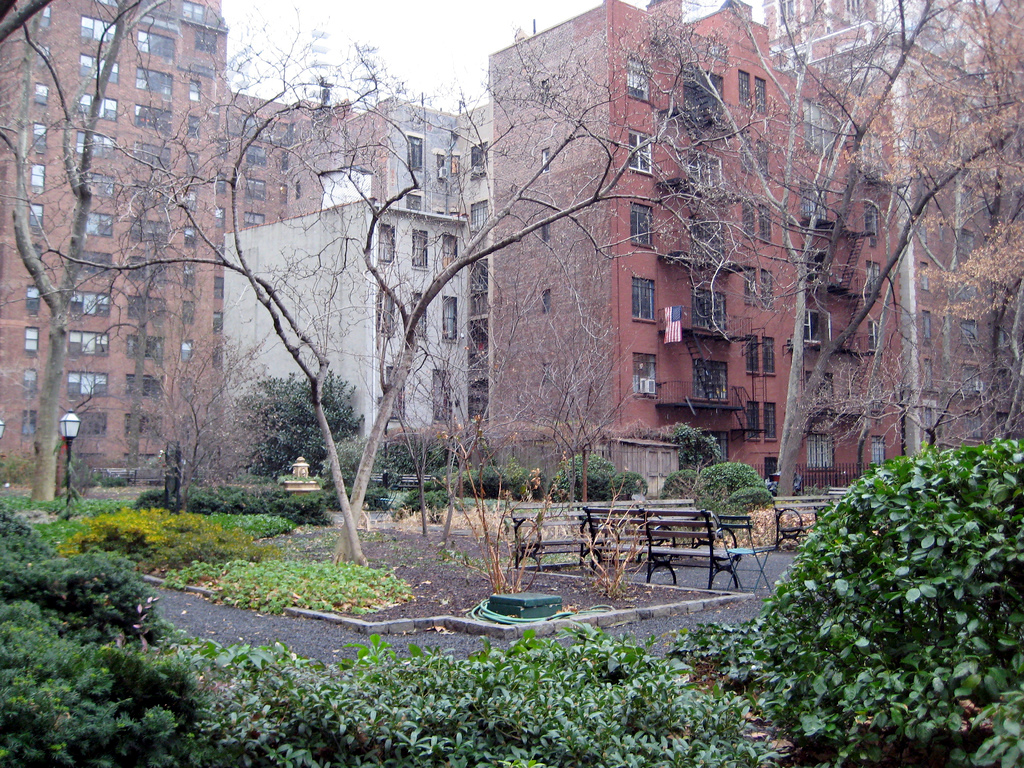
Один из парков Тюдор-сити
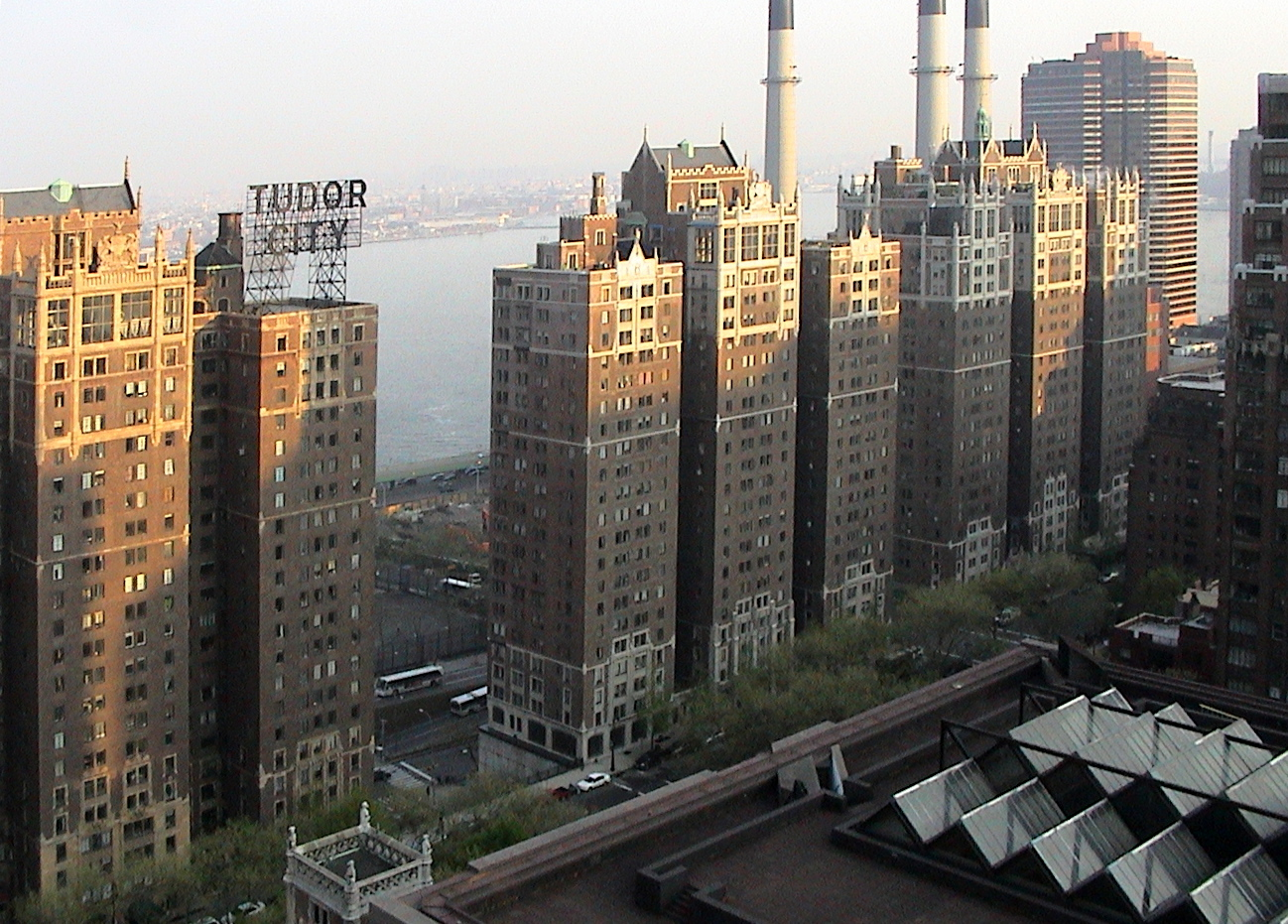
Архитектура квартала